# Bruce Kulick

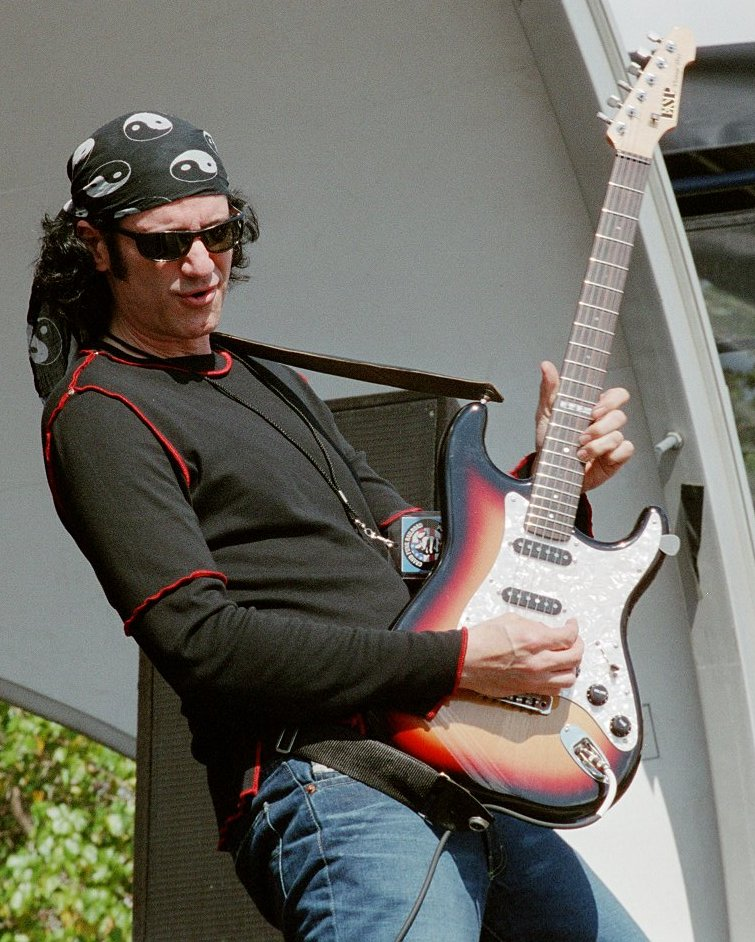
Bruce Kulick

Bruce Kulick (Brooklyn, (New York), 12 december 1953) is de Amerikaanse gitarist van Grand Funk Railroad. Hij is ook bekend geworden doordat hij tussen 1984 en 1996 bij KISS zat. 
Kulick toerde voordat hij bekend was al met Meat Loaf. Later verving hij Marc St. John bij KISS, waarbij hij tot 1996 zat. In 1996 keerden Ace Frehley en Peter Criss terug bij KISS, waardoor er voor Kulick en Eric Singer geen plek meer was.
Singer keerde later nog terug bij KISS (in 2000), terwijl er geen plek meer was voor Kulick. Sinds 2000 is Kulick daarom actief als gitarist bij Grand Funk Railroad.
Kulick is de broer van Bob Kulick, lange tijd producer bij KISS.
Bob Kulick, die eerst gitarist van KISS zou worden, heeft alsnog Paul Stanley geholpen bij het maken van zijn Live To Win solo cd. Daarbij heeft Bob bijvoorbeeld de solo gespeeld van Aint quite
right.
- Bibsys: 11047610
- Biblioteca Nacional de España: XX899879
- Bibliothèque nationale de France: cb16260631h (data)
- Gemeinsame Normdatei: 134586840
- International Standard Name Identifier: 0000 0001 1878 4964
- Library of Congress Control Number: nr2007004084
- MusicBrainz: 0f823839-b38d-47a8-a11b-efaa276ca8ae
- Nationale Bibliotheek van Tsjechië: xx0140917
- Système universitaire de documentation: 156956756
- Virtual International Authority File: 79683931
- WorldCat: E39PBJgH97dMxPJ6hQWBBtmrv3